# Riedöschingen
Riedöschingen ist ein Ortsteil der Stadt Blumberg im Schwarzwald-Baar-Kreis in Baden-Württemberg. Der Ort wurde im Zuge der Gemeindegebietsreform in Baden-Württemberg am 1. April 1972 nach Blumberg eingemeindet.

## Lage und Verkehrsanbindung
Riedöschingen liegt etwa 5 Kilometer östlich der Kernstadt von Blumberg, durch den Ort fließt der Kompromißbach, der weiter nördlich in die Aitrach mündet.  
Durch den Ort verläuft die Kreisstraße K 5755, nördlich die Landesstraße L 185 (parallel zur Wutachtalbahn), weiter südlich die B 314. 
Im Westen des Orts erstreckt sich das 76,4 ha große Naturschutzgebiet Zollhausried.

## Geschichtliches
Etwa 2.200 Meter nordnordöstlich der Kirche liegen die Wüstung Aitlingen und der Burgstall Ortsburg Aitlingen.
Bis zur Kreisreform am 1. Januar 1973 gehörte Riedöschingen zum Landkreis Donaueschingen. 